# Козлова, Мария Семёновна (баскетболистка)
Мария Семёновна Козлова (1911—1991) — советская баскетболистка. Заслуженный мастер спорта СССР (1947).

## Биография
Спортивную карьеру провела в московских клубах, наибольших успехов достигла в составе московского «Динамо».
- Чемпион СССР — 7 (1936, 1938, 1939, 1940, 1944, 1945, 1948)
- Серебряный призёр чемпионата СССР − 1 (1947).
- Бронзовый призёр чемпионата СССР — 1 (1946).

Окончила МХТИ в 1937 году. Кандидат химических наук.